# Patentdomstol
En patentdomstol er en domstol der udelukkende, primært eller ofte tager sig af patentsager.
Flere lande har specialiserede domstole til patentsager, for eksempel har Tyskland deres føderale patentdomstol, der ligger i München: Bundespatentgericht.
I USA kendes Østtexas' Distriktsdomstol som en domstol hvor der føres mange patentsager. Det skyldes domstolen har over tid vist sig som venlig overfor sagsanlæggeren, typisk patentholderen, og at sagsanlæggeren har mulighed for at "domstolsshoppe" blandt de 94 føderale distriktsdomstole.
Tal for afdelingen i Marshall viser at sagsanlæggeren vinder 88 procent af sagerne mod 68 procent på landsplan.
I den Europæiske Union er der overvejelser om indførelse af en fælleseuropæisk patentdomstol.
Hvis Danmark skal tilslutte sig denne kræver det afgivelse af suverænitet.
Da et flertal i Folketinget ønskede at Danmark skulle gå med i aftalen om patentdomstolen men der ikke var 5/6-flertal (Enhedslisten og Dansk Folkeparti var imod) blev spørgsmålet sendt til folkeafstemning den 25. maj 2014.
Ved denne afstemning var der flertal for en tilslutning.